# Asp'indza
Asp'indza (in georgiano ასპინძა?) è una città georgiana della regione di Samtskhe-Javakheti.